# Jacinta Monroe
Jacinta Lisette Monroe (Fort Lauderdale, 4 settembre 1988) è una cestista statunitense, professionista nella WNBA.

## Carriera
È stata selezionata dalle Washington Mystics al primo giro del Draft WNBA 2010 (6ª scelta assoluta).
Con gli Stati Uniti ha disputato le Universiadi di Belgrado 2009.